# Robert Beltran
Robert Adame Beltran (Bakersfield, 19 novembre 1953) è un attore statunitense di origine indio-messicana, noto per aver interpretato il personaggio di Chakotay nella serie televisiva Star Trek: Voyager, ruolo che gli ha permesso di vincere il Nosotros Golden Eagle Award nel 1997.

## Biografia

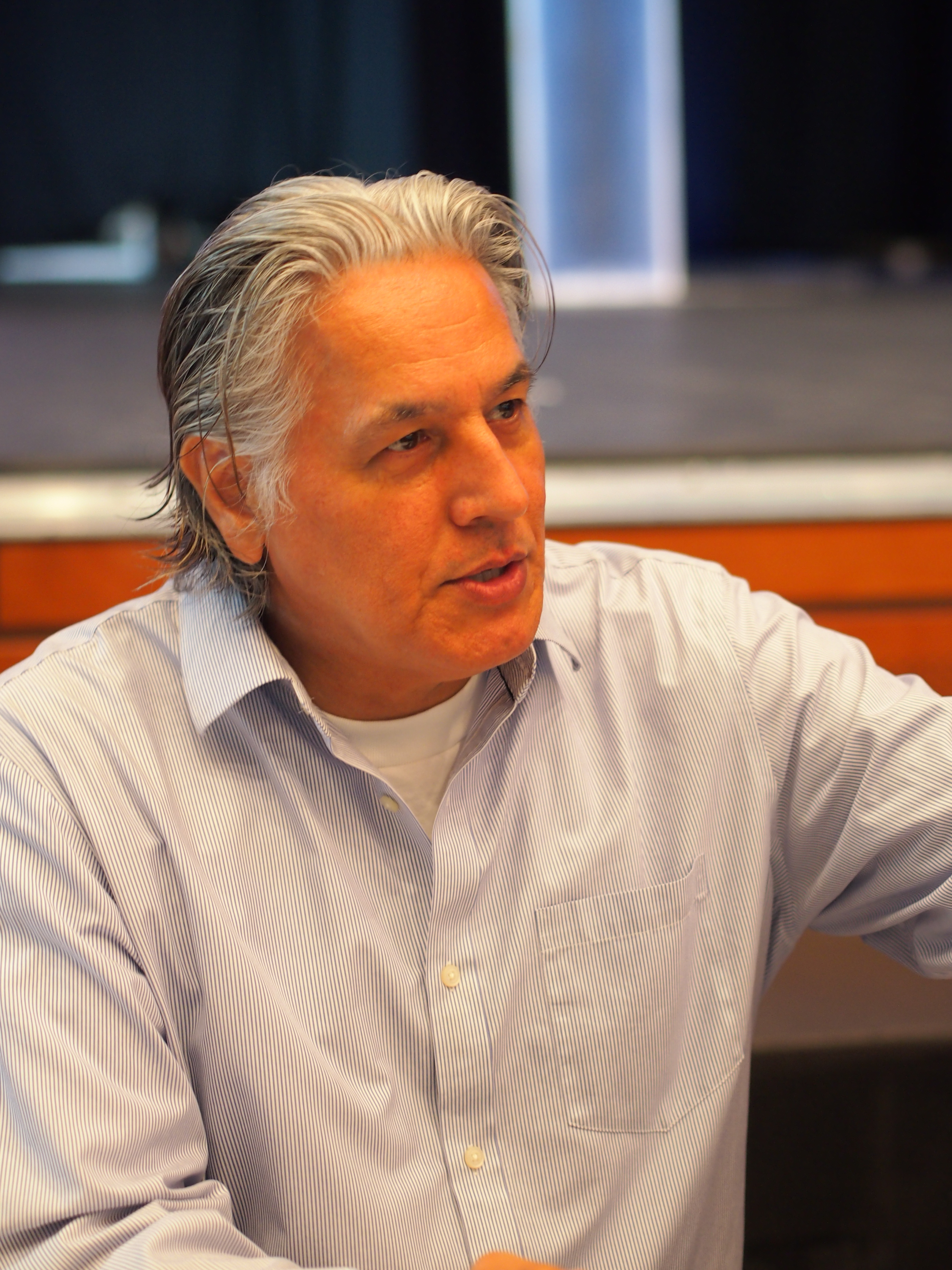
Robert Beltram nel 2013

Discendente meticcio di amerindi e coloni europei, è settimo di dieci figli (ha sette fratelli e due sorelle). Alla scuola superiore pratica molto sport ma è solo all'università al primo anno di giurisprudenza che inizia a dedicarsi seriamente alle produzioni del teatro studentesco e decide di proseguire gli studi in questo campo, cosa che lo aiuterà nei suoi ruoli futuri nella carriera di attore.
Consegue il diploma di laurea in Arte Drammatica all'Università di Fresno ma dà prova del suo talento in alcuni allestimenti teatrali (la sua grande passione) durante gli studi. Dopo l'università, si trasferisce a Los Angeles, e fa il suo esordio nel 1981 nel primo ruolo cinematografico in Zoot Suit cui seguono altri film per il piccolo e il grande schermo.
All'inizio degli anni ottanta ha preso parte, per il California Shakespeare Festival, a diversi allestimenti, recitando in Sogno di una notte di mezza estate, Amleto ed Enrico IV.
Tra il 1995 e il 2001, fa parte del cast di Star Trek: Voyager, quarta serie live action del franchise di fantascienza Star Trek, in cui interpreta il ruolo del comandante Chakotay, un ex-Maquis promosso dal capitano Kathryn Janeway al grado di Comandante in seconda della Voyager, nave stellare della Federazione dei Pianeti Uniti dispersa nel quadrante Delta. Personaggio cui in seguito ha prestato la voce come doppiatore, nel videogioco Star Trek: Voyager - Elite Force (2000) e in tre episodi della serie animata Star Trek: Prodigy (2022). Il ruolo, inoltre, gli ha permesso di vincere il Nosotros Golden Eagle Award nel 1997, premio assegnato al migliore attore di serie televisiva che dia un'immagine positiva dei latinos degli USA.
Dopo che la Serie televisiva Star Trek - Voyager si è conclusa nel 2001, Beltran ha recitato nel film per la Televisione Manticore, ed è apparso anche in televisione in Alien Fire, scritto da Garfield e Judith Reeves-Stevens, produttori anche della quarta stagione di Star Trek: Enterprise, quinta serie live-action  del franchise di Star Trek.
Robert Beltran, nonostante un certo numero di ruoli in film e serie televisive, preferisce di gran lunga il palcoscenico ai set televisivi e cinematografici. Ha recitato in diversi allestimenti del El Teatro Campesino di Luis Valdez ed è il cofondatore e il co-direttore dell'East Los Angeles Classic Theater Group. Nel 1993 ottiene il ruolo principale in A Touch Of The Poet e nel 1997, mentre era già impegnato con Voyager, trova il tempo di mettere in scena e interpretare il ruolo omonimo in Amleto, co-prodotto dal Classic Theater Center Lab.

## Vita privata
Ama molto la musica (compresa la musica classica, e suona un po' la chitarra) oltre alla letteratura (biografie e libri storici).
Robert Beltran appoggia la "National Down Syndrome Association", un'associazione di aiuto per le persone affette dalla sindrome di Down e questo impegno gli sta molto a cuore, visto che suo fratello minore è nato appunto con questa caratteristica genetica. Ogni anno organizza a Los Angeles il Galaxy Ball, i cui proventi vanno alla Down Syndrome Association of Los Angeles.

## Filmografia parziale

### Attore

#### Cinema
- Zoot Suit, regia di Luis Valdez (1981)
- Eating Raoul, regia di Paul Bartel (1982)
- Una magnum per McQuade (Lone Wolf McQuade), regia di Steve Carver (1983)
- La notte della cometa (Night of the Comet), regia di Thom Eberhardt (1984)
- Latino, regia di Haskell Wexler (1985)
- Slamdance - Il delitto di mezzanotte (Slam Dance), regia di Wayne Wang (1987)
- Gaby - Una storia vera (Gaby: A True Story), regia di Luis Mandoki (1987)
- Forbidden Sun, regia di Zelda Barron (1989)
- Scene di lotta di classe a Beverly Hills (Scenes from the Class Struggle in Beverly Hills), regia di Paul Bartel (1989)
- Cocaina Connection (Die Standing), regia di Louis Morneau (1990)
- Kiss Me a Killer, regia di Marcus DeLeon (1991)
- Bugsy, regia di Barry Levinson (1991)
- Shadowhunter, regia di J. S. Cardone (1993)
- Gli intrighi del potere - Nixon (Nixon), regia di Oliver Stone (1995)
- Managua, regia di Michael Taverna (1997)
- Luminárias, regia di José Luis Valenzuela (1999)
- Roddenberry on Patrol, regia di Tim Russ (2003)
- Dance with a Vampire, regia di George Bonilla (2006)
- Taking Chances - Due cuori e un casinò (Taking Chances), regia di Talmage Cooley (2009)

#### Televisione
- Omicidio di una playmate (Calendar Girl Murders), regia di William A. Graham - film TV (1984)
- The Mystic Warrior, regia di Richard T. Heffron - film TV (1984)
- Il falco della strada (Street Hawk) - serie TV, 1 episodio (1985)
- The Family Martinez, regia di Oz Scott - film TV (1986)
- CBS Summer Playhouse - serie TV, 1 episodio (1987)
- Miami Vice - serie TV, episodio 5x17 (1989)
- Voci nella notte (Midnight Caller) - serie TV, 1 episodio (1990)
- El Diablo, regia di Peter Marckle - film TV (1990)
- The Chase, regia di Paul Wendkos - film TV (1991)
- Ai confini dell'aldilà (Shades of LA) - serie TV, 1 episodio (1991)
- Veronica Clare - serie TV, 1 episodio (1991)
- Stormy Weathers, regia di Will Mackenzie - film TV (1992)
- Rio Shannon, regia di Mimi Leder - film TV (1993)
- La signora in giallo (Murder, She Wrote) - serie TV, episodio 9x12 (1993)
- State of Emergency, regia di Lesli Linka Glatter - film TV (1994)
- Lois & Clark - Le nuove avventure di Superman (Lois & Clark: The New Adventures of Superman) - serie TV, 1 episodio (1994)
- Models, Inc. - serie TV, 1 episodio (1994)
- Runway One, regia di David Drury - film TV (1995)
- Star Trek: Voyager - serie TV, 168 episodi (1995-2001)
- CSI: Miami - serie TV, 1 episodio (2003)
- Foto-Novelas II: Broken Sky (2003) (TV)
- Manticore, regia di Tripp Reed - film TV (2005)
- Fire Serpent, regia di John Terlesky - film TV (2007)
- Medium - serie TV, 1 episodio (2007)
- Cry of the Winged Serpent, regia di Jim Wynorski - film TV (2007)
- Big Love - serie TV (2009-2011)

### Doppiatore

#### Cinema
- Free Birds - Tacchini in fuga (Free Birds, regia di Jimmy Hayward (2013) - Capo Massasoit

#### Televisione
- Young Justice - serie animata, episodio 2x05 (2012) - Maurice Bodaway
- Star Trek: Prodigy - serie animata, episodi 1x06-1x07-1x08 (2022)

#### Videogiochi
- Star Trek: Voyager - Elite Force (2000)

## Riconoscimenti
- ALMA Awards
  - 1998 – Candidatura come miglior interpretazione individuale in una serie televisiva in un ruolo crossover per Star Trek: Voyager
  - 1999 – Candidatura come miglior interpretazione individuale in una serie televisiva in un ruolo crossover per Star Trek: Voyager
- NCLR Bravo Awards
  - 1996 – Candidatura come miglior attore di serie televisive in un ruolo crossover per Star Trek: Voyager
- Nosotros Golden Eagle Awards
  - 1997 – Miglior attore in una serie televisiva per Star Trek: Voyager

## Doppiatori italiani
- Fabrizio Temperini in Star Trek: Voyager
- Natale Ciravolo in Star Trek: Voyager (ed. home video)
- Massimiliano Virgilii in CSI: Miami